# Битва на річці Хонгха (1849)

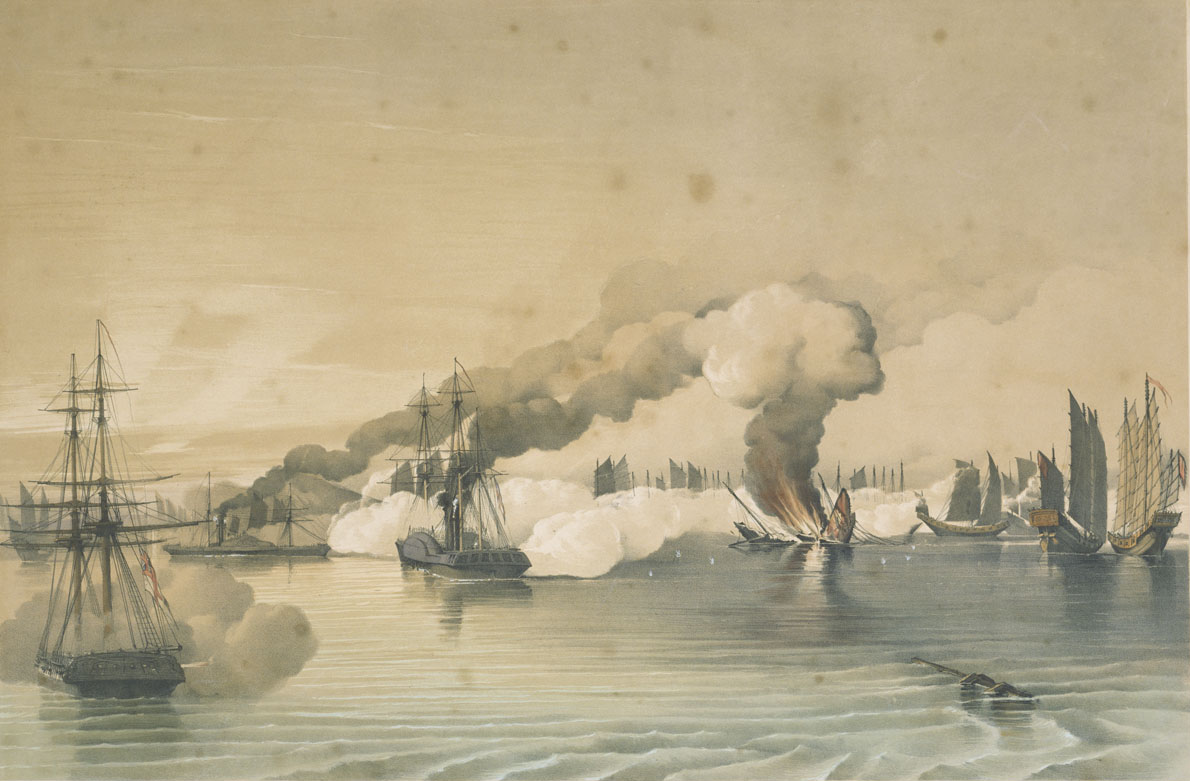
Перший день битви

Битва на річці Тонкін - велика морська битва, яка відбулася на півночі В'єтнаму між піратами Шап Нг-Цай (Shap-ng-tsai (Chinese: 十五仔) та британським Королівським флотом за допомогою китайського флоту Цінь та Тонкінеса.  Результатом експедиції 1849 р. стало знищення флоту Шап Нг-Цая (близько 58 джонок різних розмірів) та знищення  понад 2000 піратів. Битва тривала три дні з 20 по 22 жовтня в гирлі річки Тонкін, поблизу сучасного Хайфона. 